# Margariscus
Margariscus is een geslacht van straalvinnige vissen uit de familie van karpers (Cyprinidae).

## Soorten
- Margariscus margarita (Cope, 1867)
- Margariscus nachtriebi (Cox, 1896)